# 反對稱矩陣
在線性代數中，反對稱矩陣（或稱斜對稱矩陣）指轉置矩陣和自身的加法逆元相等的方形矩陣。其滿足：
AT = − A
或寫作{\displaystyle A=(a_{ij})}，各元素的關係為：
{\displaystyle a_{ij}=-a_{ji}\,\!}
例如，下例為一個斜對稱矩陣：
{\displaystyle {\begin{bmatrix}0&2&-1\\-2&0&-4\\1&4&0\end{bmatrix}}}
在非偶数域中，斜對稱矩陣中的主對角線元素皆為0。

## 例子
{\displaystyle {\begin{bmatrix}0&2&-1\\-2&0&-4\\1&4&0\end{bmatrix}},{\begin{bmatrix}0&2\\-2&0\end{bmatrix}}}

## 特性
- 斜對稱矩陣自身相乘的積是對稱矩陣。
- 任意矩陣{\displaystyle A}，{\displaystyle A^{T}-A}是斜對稱矩陣。
- 若{\displaystyle A}是斜對稱矩陣，{\displaystyle x}是向量，{\displaystyle x^{T}Ax=0}
- 斜對稱矩陣的主對角線元素必是零，所以其跡數為零。

### 行列式
若{\displaystyle A}是{\displaystyle n\times n}的斜對稱矩陣，其行列式滿足
{\displaystyle \operatorname {det} (A)=\operatorname {det} (A^{T})=\operatorname {det} (-A)=(-1)^{n}\operatorname {det} (A)}。
- 若{\displaystyle n}是奇數，行列式等於零。這個結果叫雅可比定理。
- 若{\displaystyle n}是偶數，行列式可以寫成部分元素的多項式的平方：{\displaystyle \operatorname {det} (A)=\operatorname {Pf} (A)^{2}}。

這個多項式{\displaystyle \operatorname {Pf} (A)}叫{\displaystyle A}的普法夫行列式。任意實斜對稱矩陣的行列式是非負數。

### 譜理論
斜對稱矩陣的特征根永遠以成對的形式（±λ）出現，因此一個實數斜對稱矩陣的非零特征根為純虛數將會如下：iλ1, −iλ1, iλ2, −iλ2, …，其中 λk 是實數。
实斜对称矩阵是正规矩阵（它们与伴随矩阵可交换），因此满足谱定理的条件，它说明任何实斜对称矩阵都可以用一个酉矩阵对角化。由于实斜对称矩阵的特征值是复数，因此无法用实矩阵来对角化。然而，通过正交变换，可以把每一个斜对称矩阵化为方块对角线的形式。特别地，每一个2n × 2n的实斜对称矩阵都可以写成A = Q Σ QT的形式，其中Q是正交矩阵，且：
{\displaystyle \Sigma ={\begin{bmatrix}{\begin{matrix}0&\lambda _{1}\\-\lambda _{1}&0\end{matrix}}&0&\cdots &0\\0&{\begin{matrix}0&\lambda _{2}\\-\lambda _{2}&0\end{matrix}}&&0\\\vdots &&\ddots &\vdots \\0&0&\cdots &{\begin{matrix}0&\lambda _{r}\\-\lambda _{r}&0\end{matrix}}\\&&&&{\begin{matrix}0\\&\ddots \\&&0\end{matrix}}\end{bmatrix}}}
对于实数λk。这个矩阵的非零特征值是±iλk。在奇数维的情况中，Σ总是至少有一个行和一个列全是零。

## 无穷小旋转
斜对称矩阵形成了正交群O(n)在单位矩阵的切空间。在某种意义上，斜对称矩阵可以视为无穷小旋转。
另外一种说法是，斜对称矩阵的空间形成了李群O(n)的李代数o(n)。这个空间上的李括号由交换子给出：
{\displaystyle [A,B]=AB-BA\ }
很容易验证，两个斜对称矩阵的交换子也是斜对称的。
于是，斜对称矩阵A的矩阵指数，是正交矩阵R：
{\displaystyle R=\exp(A)=\sum _{n=0}^{\infty }{\frac {A^{n}}{n!}}}
李代数的指数映射的像总是位于含有单位元的李群的连通分支内。在李群O(n)的情况中，这个连通分支是特殊正交群SO(n)，由所有行列式为1的正交矩阵组成。因此R = exp(A)的行列式为+1。于是，每一个行列式为1的正交矩阵都可以写成某个斜对称矩阵的指数。